# Lawrence (Nouvelle-Zélande)
La ville de Lawrence est une petite localité située dans la région d’Otago, dans l’Île du Sud de la Nouvelle-Zélande.

## Population
La population était de 475 habitants (selon le recensement de 2001 de la population en Nouvelle-Zélande (en))

## Situation
Elle est située sur le tracé de la route nationale 89 de Nouvelle-Zélande, qui est la route principale qui va de Dunedin aux villes situées à l’intérieur des terres : Queenstown et Alexandra.
Elle s’étend à 35 kilomètres au nord-ouest de la ville de Milton, à 11 kilomètres au nord-ouest de la ville de Waitahuna, et près de la rivière Tuapeka, un affluent du fleuve Clutha.

## Histoire
La principale revendication de la ville de Lawrence pour sa renommée vient d’avoir été le point focal de la région d’Otago lors de la ruée vers l'or d'Otago en 1860, après la découverte de ce métal près de Gabriel's Gully par Gabriel Read (en).
Au milieu des années 1862, on estime que 2 fois plus de personnes vivaient sur les berges de la rivière Tuapeka par rapport à ceux qui vivaient alors dans la ville de Dunedin.
De plus la mélodie de l’hymne de la Nouvelle-Zélande (hymne national) fut composé à Lawrence par John J. Woods (en), un enseignant de la ville de Lawrence .

## Toponymie
La ville fut dénommée en l’honneur de Sir Henry Lawrence, administrateur colonial, mort lors du siège de Lucknow de 1857, et la ville est étiquetée comme la porte d’entrée du centre de la région d’Otago ("The Gateway To Central Otago").

## Chemin de fer
En 1877, l’embranchement du chemin de fer fut construit à partir de la principale ligne de l’île du sud pour aller jusqu’à Lawrence, et la ville resta le terminus de la ligne jusqu’à ce qu’une extension soit construite en 1910.
Bien qu’elle soit connue initialement comme la 'branche de Lawrence', la ligne fut ultérieurement connue comme la branche de Roxburgh ( branche de Roxburgh (en) ).
Le chemin de fer ferma en 1968 et la gare de la ville, en conséquence, a été démolie bien que quelques reliques persistent comprenant la halle à marchandises.

## Incident
En 1978, 2 lions nommés Sultan et Sonia s’échappèrent d’un cirque dans la ville de Lawrence.
Les fusils à tranquillisant ayant été accidentellement oubliés, dans une autre ville, si bien qu’ils ne pouvaient être tirés avec des aiguilles pour les endormir, ils furent donc abattus par la police car auparavant l’un d’eux avait grièvement blessé un garçon de 7 ans à la face. Les lions furent empaillés et sont maintenant exposés au niveau du musée d’Otago (en).

## Jumelages
- Jacksonville (Oregon) (États-Unis).

## Sports
Le Lawrence Rugby Football Club est un élément important de la ville .

## Éducation
Lawrence fut la première ville de Nouvelle-Zélande à offrir un accès libre par Wi-Fi à internet dans le centre-ville.
L’école de la région de Laurence, la (Lawrence Area School) fut une école supérieure jusqu’en 1960, quand elle devint une école de secteur fournissant des cours aussi aux élèves du primaire.
C’est une école d’état mixte, qui accueillent des enfants de niveau allant de 1 à 13, avec un effectif de 138 élèves en mars 2019 (selon NZ school roll data).
Il y avait aussi d’autres écoles primaires dans la ville de Lawrence.
La Blue Spur School, fondée quelques années avant 1930 ou 1940. L’école Forsythe School ferma en 1960 et l’école St Patrick ferma à la fin des années 1980, laissant l’école de Lawrence Area School comme la seule école restante dans la ville de Lawrence.
En plus, des élèves de la région de Lawrence, elle fournit un enseignement aux élèves venant des localités de Waitahuna et de Beaumont, qui ne possèdent que des écoles primaires.

### Autres lectures
- Wises Guide1969